# عرب (يريم)

تعديل مصدري - تعديل

عرب هي إحدى قرى عزلة بني منبة بمديرية يريم التابعة لمحافظة إب، بلغ تعداد سكانها 863 نسمة حسب تعداد اليمن لعام 2004.